# Fantastic Beasts and Where to Find Them (filme)
Fantastic Beasts and Where to Find Them (no Brasil, Animais Fantásticos e Onde Habitam; em Portugal, Monstros Fantásticos e Onde Encontrá-los) é um filme britânico-americano de aventura e fantasia de 2016, dirigido por David Yates, sendo o primeiro de uma série de cinco filmes e uma prequela spin-off da série Harry Potter. Traz a escritora J. K. Rowling em sua estreia como roteirista, onde adaptou o roteiro de seu livro homônimo. É estrelado por Eddie Redmayne como Newt Scamander, com Katherine Waterston, Dan Fogler, Alison Sudol, Ezra Miller, Samantha Morton, Jon Voight, Carmen Ejogo, Ron Perlman e Colin Farrell.
Fantastic Beasts and Where to Find Them recebeu críticas bastante positivas, tornando-se um sucesso de bilheteria ao arrecadar mais de US$ 814 milhões mundialmente, se tornando a oitava maior bilheteria de 2016. Teve cinco indicações ao BAFTA 2017, incluindo Melhor Filme Britânico, vencendo Melhor Direção de Arte, bem como duas indicações para o Oscar 2017, vencendo Melhor Figurino, se tornando o primeiro filme do Wizarding World a ganhar um Oscar.
Foi lançado em formatos 3D e IMAX 4K Laser. Estreou em 18 de novembro de 2016 no Reino Unido e nos Estados Unidos. No Brasil e em Portugal estreou um dia antes, 17 de novembro.

## Enredo
A história se passa na cidade de Nova Iorque em 1926, aproximadamente 70 anos antes da jornada de Harry Potter. O autor do livro de estudos obrigatório da Escola de Magia e Bruxaria de Hogwarts, que dá título ao filme, Newt Scamander desenvolveu um interesse em animais fabulosos desde pequeno, com o incentivo da Sra. Scamander (essa uma criadora entusiástica de hipogrifos de luxo), e ele, aos sete anos de idade, passava horas desmembrando toletes no seu quarto - e suas descobertas das criaturas extraordinárias.
Ao entrar em território americano, Newt deixa alguns animais escaparem, causando um imbróglio com o Congresso Mágico dos Estados Unidos, que zela pela exclusão da sociedade bruxa da sociedade no-maj (no Brasil: Trouxa, em Portugal: Muggle) devido ao medo gerado no Julgamento das Bruxas de Salém. A exposição que Newt causa leva as autoridades no-maj, principalmente a família Shaw, a darem maior atenção ao grupo radical de extermínio bruxo Second Salamers, liderado por Mary Lou.

## Elenco
| Ator/Atriz          | Personagem                  | Informações |
| ------------------- | --------------------------- | --- |
| Eddie Redmayne      | Newt Scamander              | Um humilde bruxo magizoologista britânico que viaja pelo mundo e sente-se muito mais confortável perto de animais e criaturas do que perto de pessoas. Ele sempre carrega sua fiel maleta gasta e antiga, um objeto mágico cheio de habitats contendo várias espécies raras e ameaçadas de extinção que coletou durante as suas viagens. |
| Katherine Waterston | Porpentina "Tina" Goldstein | Uma ambiciosa funcionária do Congresso Mágico dos Estados Unidos da América (conhecido como MACUSA, versão americana do Ministério da Magia) que foi rebaixada de cargo e perde a chance de mostrar suas habilidades, pois defendeu a pessoa errada. Ela luta pelo que acredita ser o correcto. |
| Dan Fogler          | Jacob Kowalski              | Um "não-mágico" (também conhecido como "trouxa") otimista, operário e aspirante a padeiro, que é introduzido ao mundo mágico quando conhece Newt. Curiosidade: Ele é o primeiro personagem principal trouxa da franquia Harry Potter. Curiosidade: O facto dos bruxos americanos chamarem os muggles (trouxas) de no-majs (não-mágicos) é uma referência às diferenças de vocabulário entre o inglês britânico e o inglês americano, sendo muggle usado pelos bruxos britânicos e no-maj pelos bruxos americanos. |
| Alison Sudol        | Queenie Goldstein           | A irmã mais nova e companheira de quarto de Tina, uma "legilimente" (que pode ler mentes) de grande coração e espírito livre. |
| Ezra Miller         | Credence Barebone           | Talvez o personagem mais misterioso. Ele é o filho adotivo problemático de Mary Lou. |
| Samantha Morton     | Mary Lou Barebone           | A líder mente fechada dos fanáticos Second Salemers, um grupo que procura expor e destruir bruxos e bruxas. |
| Jon Voight          | Henry Shaw Sênior           | Senador do governo (não-mágico) dos Estados Unidos, apoiador dos Second Salemers. |
| Carmen Ejogo        | Seraphina Picquery          | Presidente do Congresso Mágico dos Estados Unidos (MACUSA) na década de 1920. |
| Ron Perlman         | Gnarlack                    | Goblin gangster que dirige um bar, O Porco Cego, durante a lei seca nos EUA. |
| Colin Farrell       | Percival Graves             | Poderoso auror (bruxos de elite que trabalham para prender ou derrotar os feiticeiros das trevas) e braço direito da presidente do Congresso Mágico dos Estados Unidos (MACUSA). |
| Josh Cowdery        | Henry Shaw Júnior           | O filho mais velho de Henry Shaw Sênior. Ele é um senador dos EUA que realiza uma manifestação piquete pela Sociedade Filantrópica Nova Salém. |
| Ronan Raftery       | Langdon Shaw                | O filho mais novo de Henry Shaw Sênior. Ele começa a acreditar em magia. |
| Faith Wood-Blagrove | Modesty Barebone            | A mais nova dos filhos adotivos de Mary Lou. Uma menina assombrada com a capacidade de ver profundamente as pessoas, que tem força interior e quietude. |
| Jenn Murray         | Chastity Barebone           | A mais velha dos filhos adotivos de Mary Lou. Junto com a mãe defende os Second Salemers. |
| Johnny Depp         | Gellert Grindelwald         | É um dos bruxos das trevas mais perigosos de todos os tempos. Já teve uma amizade com Albus Dumbledore. |
| Zoë Kravitz         | Leta Lestrange              | Um antigo amor de Newt em Hogwarts, de quem ele acabou se afastando mas ainda guarda uma foto. |

Diretor e elenco de Fantastic Beasts and Where to Find Them na San Diego Comic-Con 2016

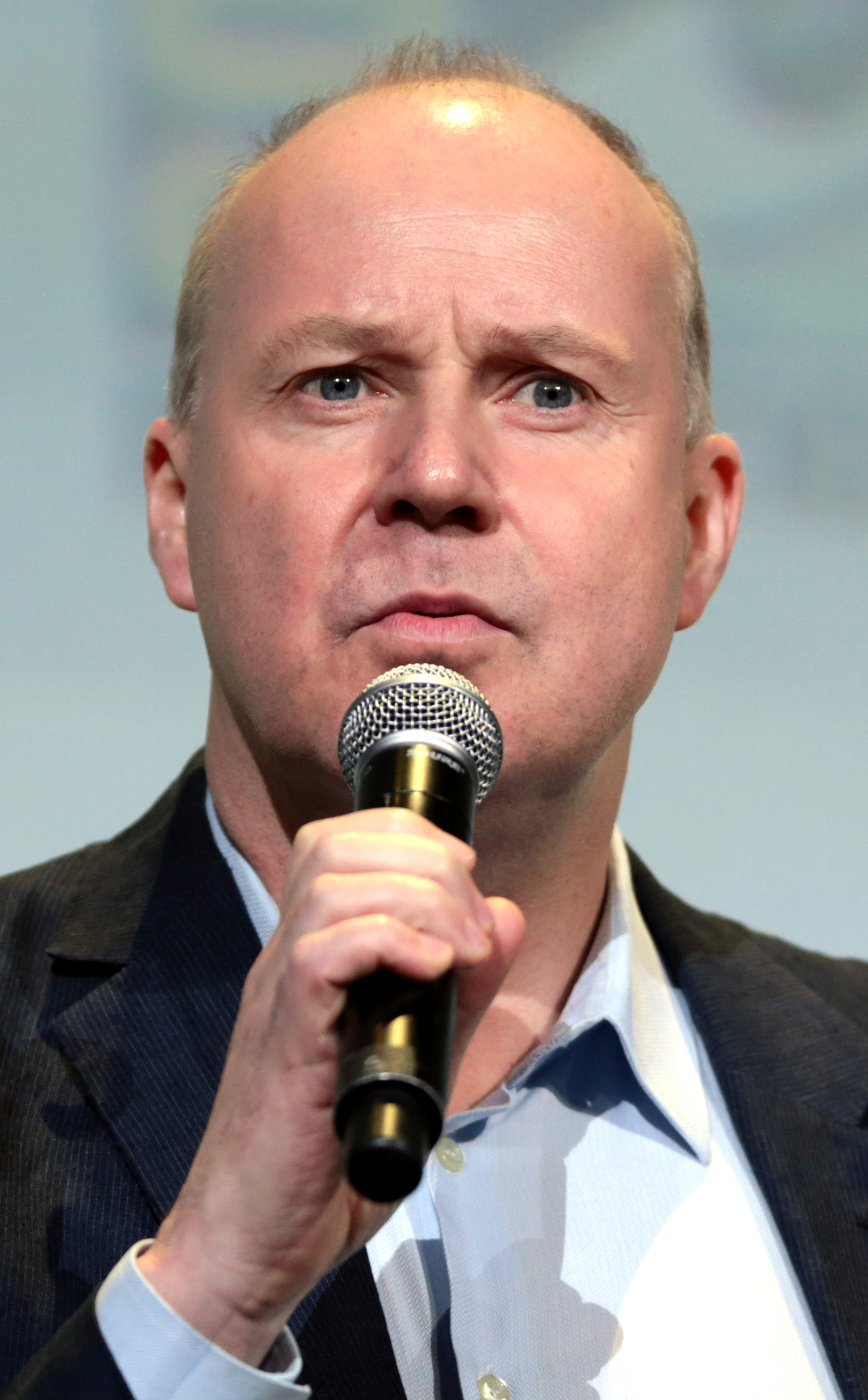
David Yates
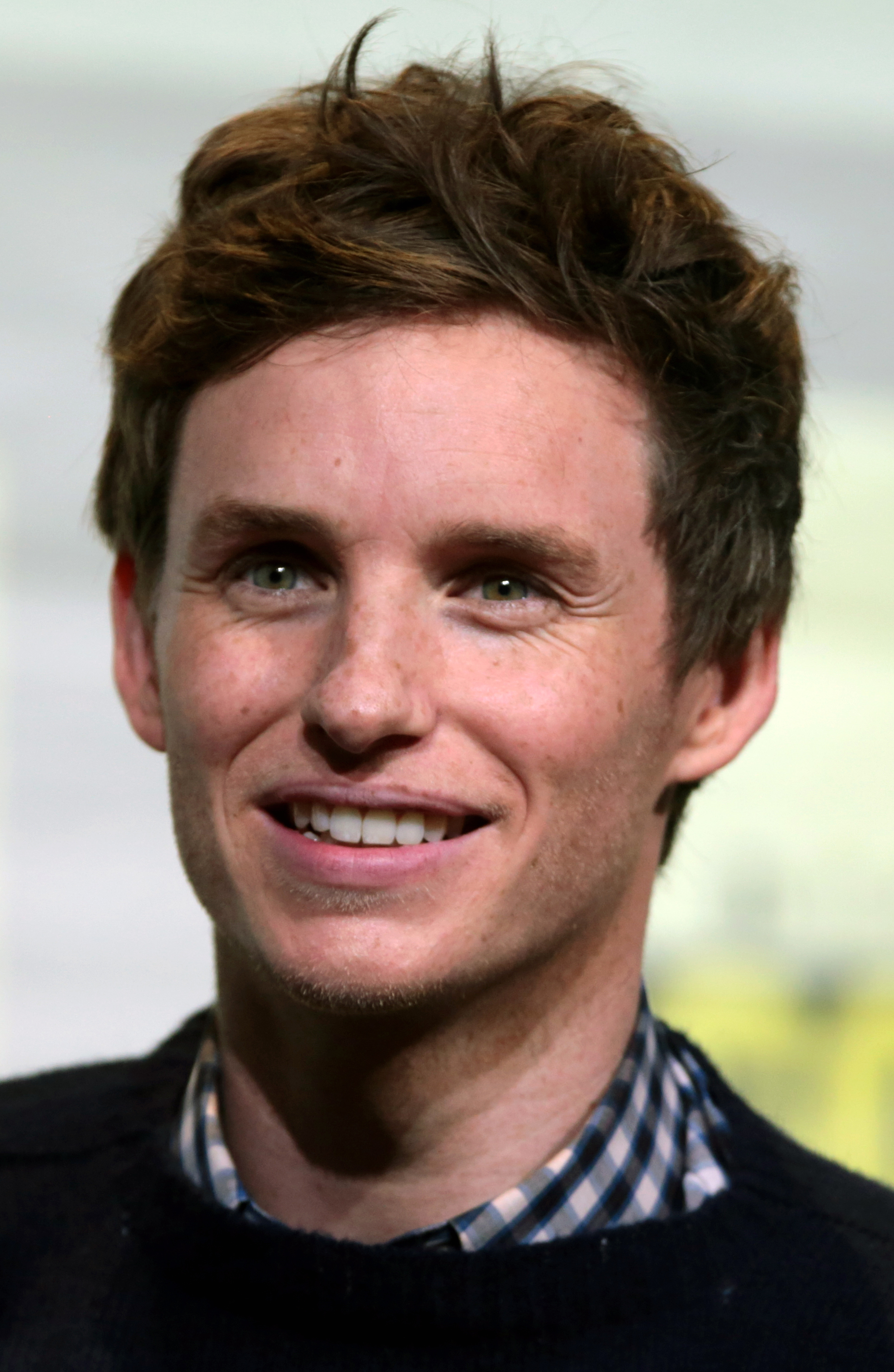
Eddie Redmayne
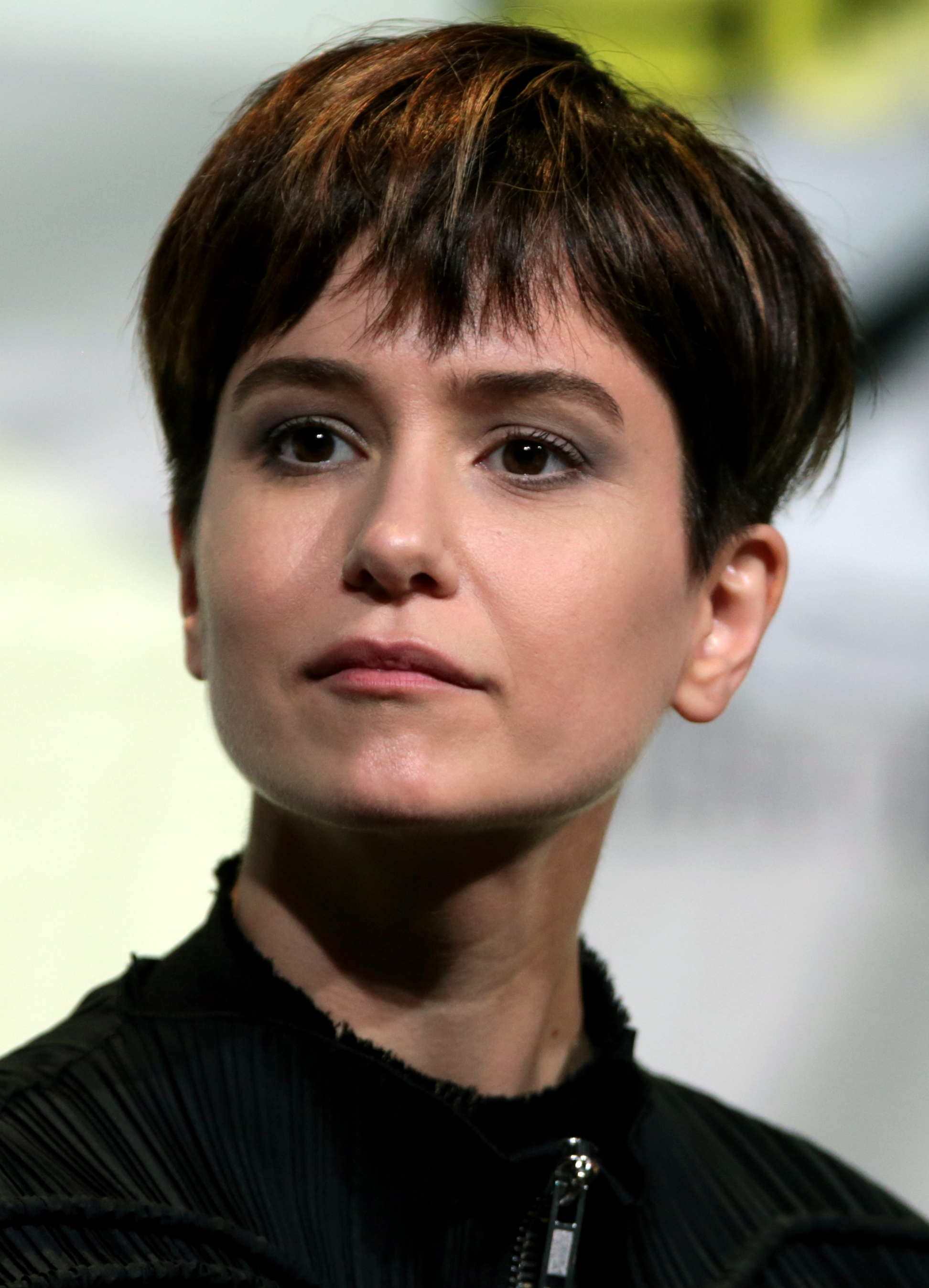
Katherine Waterston
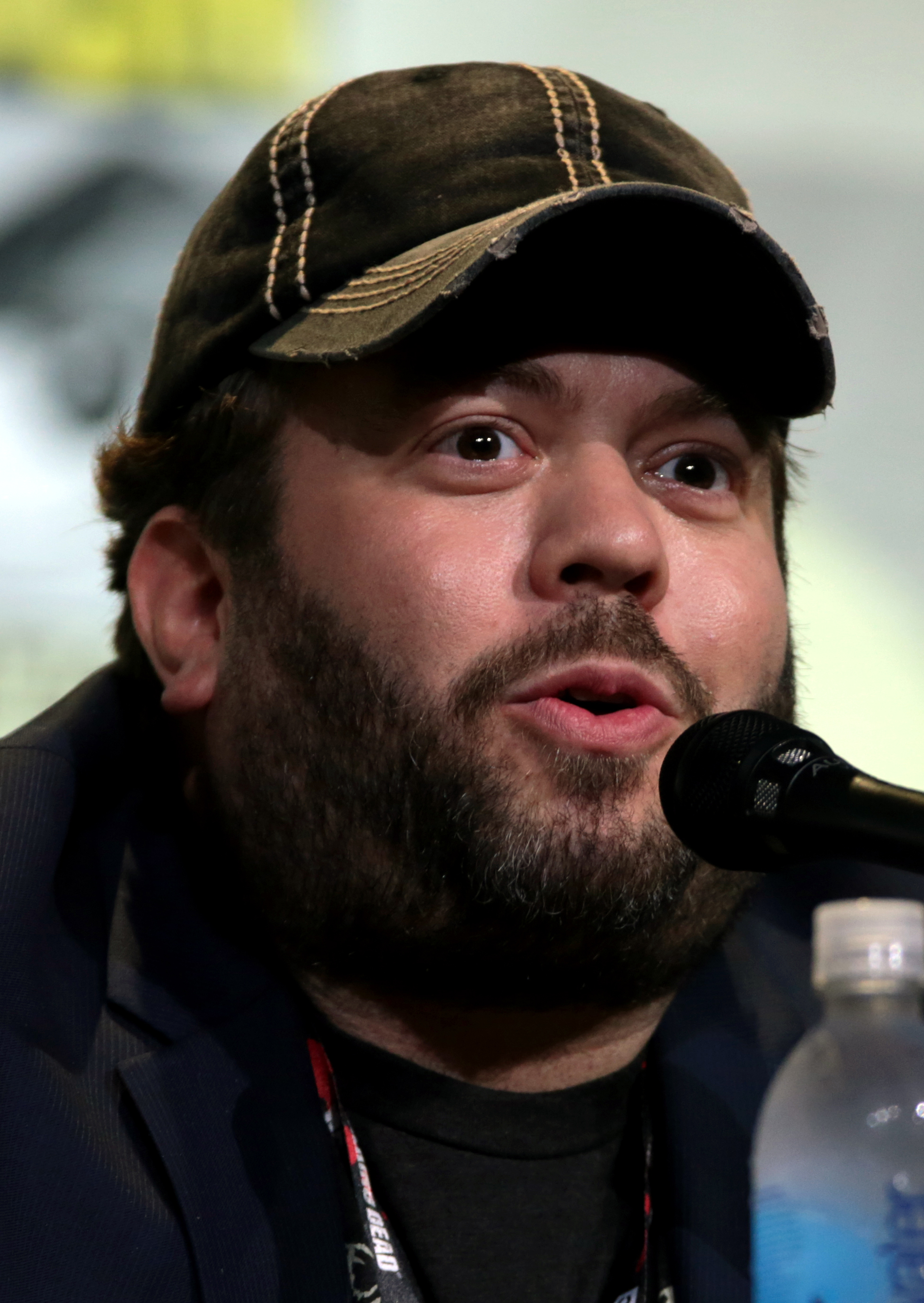
Dan Fogler
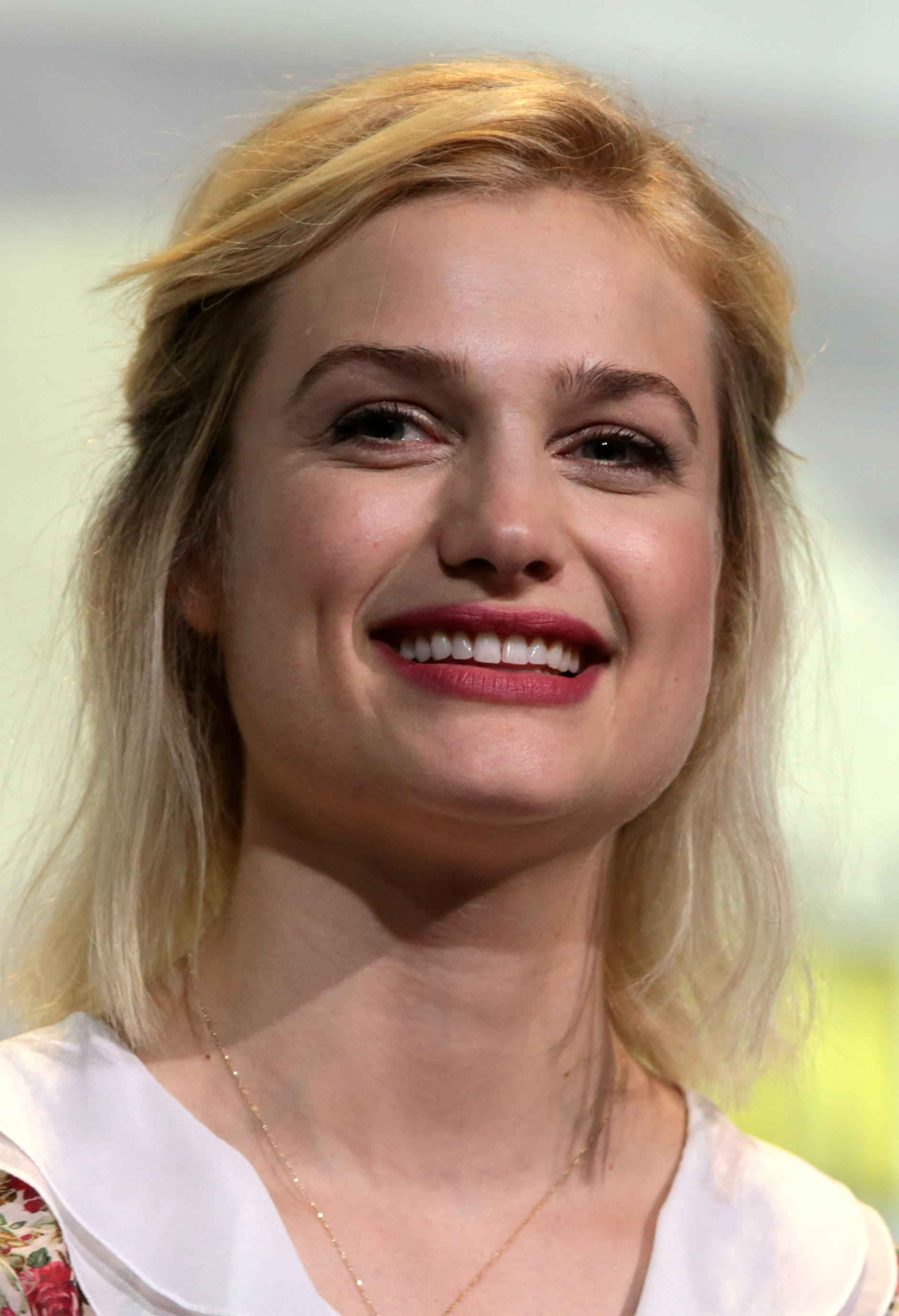
Alison Sudol
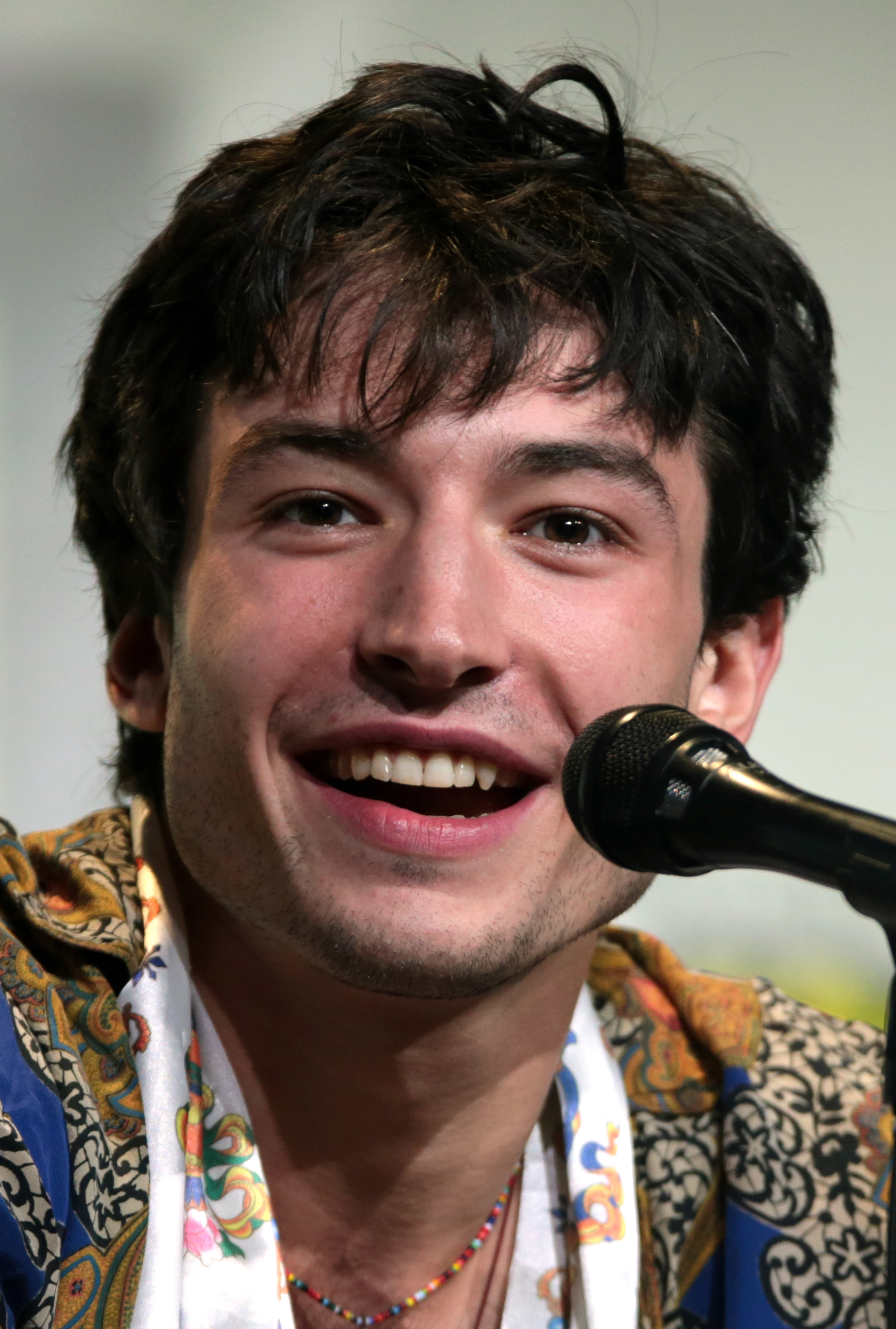
Ezra Miller
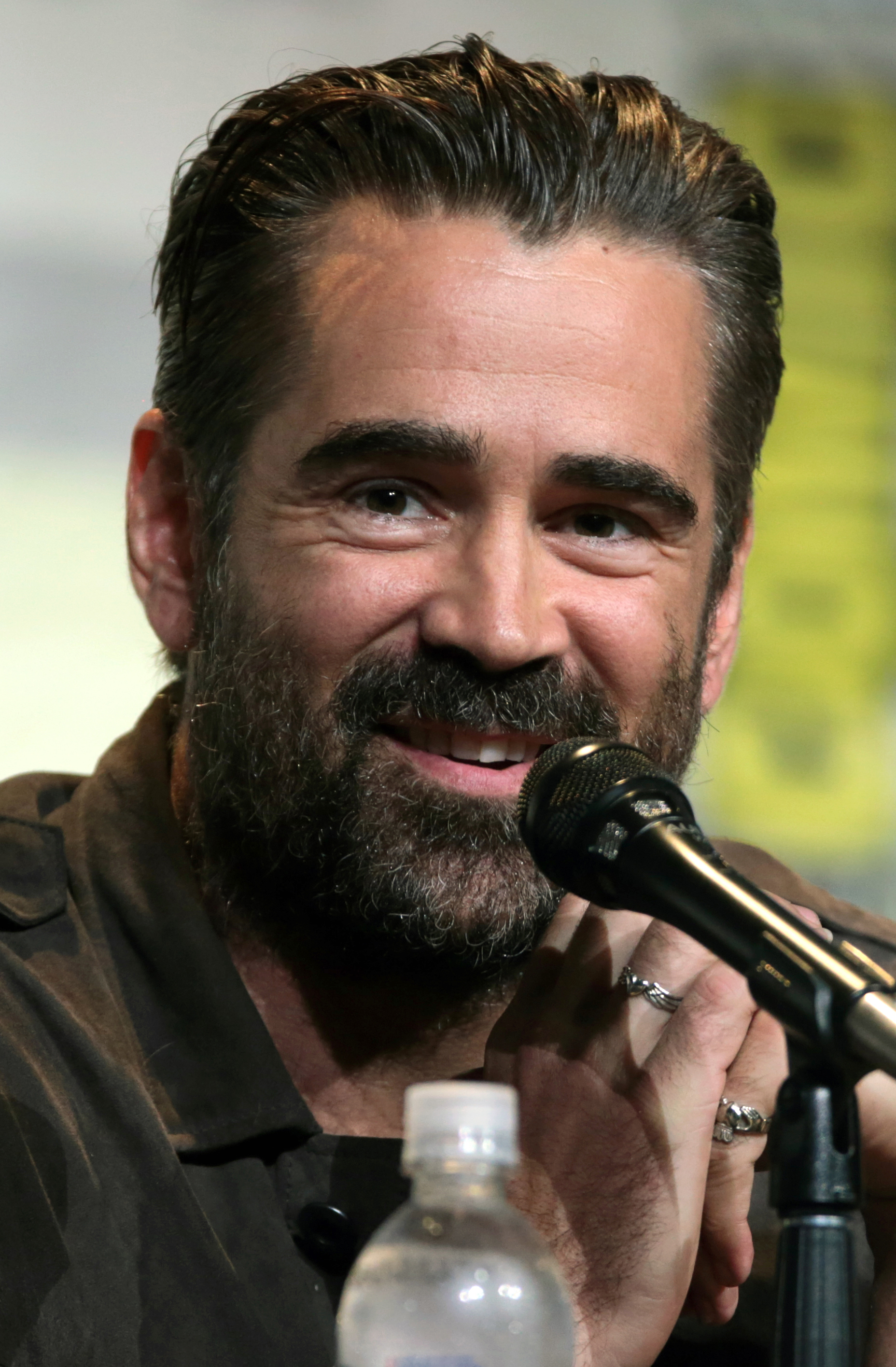
Colin Farrell

## Universo
O filme como um spin-off de Harry Potter tem relações e elementos conhecidos por fãs da saga, e muitas coisas novas.

### MACUSA
O MACUSA, sigla para o nome original, Magical Congress of the United States of America, do português: Congresso Mágico dos Estados Unidos da América, é a instituição mágica que corresponde ao Ministério da Magia nos Estados Unidos. A presidente na década de 1920 é Serafina Picquery.

### Ilvermorny
A escola de magia e bruxaria dos Estados Unidos é chamada de Ilvermorny, nome dado por uma das fundadoras Isolt Sayre descendente do bruxo Salazar Slytherin. Localizada no topo do monte Greylock, é formada por quatro casas: Horned Serpent (Serpente Chifruda), Pukwudgie, Thunderbird (Pássaro-Trovão) e Wampus (Pumaruna).

## Produção

### Desenvolvimento
A Warner Bros. anunciou em setembro de 2013 que J. K. Rowling estaria fazendo sua estreia como roteirista com o primeiro de uma planeada série de filmes com base em Fantastic Beasts and Where to Find Them ("Animais Fantásticos e Onde Habitam"), parte de uma parceria criativa expandida com Rowling. Rowling afirmou que os filmes, que incidem sobre a vida de Newt Scamander, não seriam nem uma prequela, nem sequência da franquia Harry Potter, embora seja definido no mesmo mundo como a série de livros. O primeiro filme é definido 70 anos antes dos filmes de Harry Potter, na década de 1920 em Nova Iorque. David Heyman, que produziu todos os filmes de Harry Potter, volta a trabalhar novamente com a nova franquia.
Em março de 2014, a Warner Bros. confirmou que a história seria lançada como uma trilogia. Três meses depois, eles anunciaram que as filmagens teriam lugar na Warner Bros. Leavesden Film Studios, em Hertfordshire. Depois de Alfonso Cuarón desmentir envolvimento, a Warner Bros. anunciou que David Yates iria dirigir, pelo menos, a primeira parte da trilogia planeada. Em 23 de novembro do mesmo ano, o produtor Heyman informou que Rowling havia concluído o roteiro e Yates iria começar a filmar em 2015.
Em 20 de janeiro de 2015, Heyman confirmou que Yates e Steven Kloves tinha vindo a trabalhar com Rowling no roteiro. Kloves escreveu os roteiros previamente por sete dos oito filmes de Harry Potter. Philippe Rousselot iria ser o diretor de fotografia.

### Pré-produção
Em abril de 2015, a Variety informou que Eddie Redmayne foi a primeira escolha para o papel principal de Newt Scamander. Matt Smith e Nicholas Hoult também foram cotados. Para o papel de Tina, uma bruxa, o estúdio estava decidindo entre Kate Upton, Katherine Waterston, e Elizabeth Debicki, enquanto Saoirse Ronan, Dakota Fanning, Lili Simmons e Alison Sudol estavam sendo consideradas para o papel de Queenie, a irmã mais nova de Tina. Greg Silverman anunciou que Redmayne tinha sido escalado como Newt Scamander, magizoologista preeminente do Mundo Mágico, em junho de 2015. Após o estúdio anunciar que haviam oficialmente escolhido Waterston para interpretar a bruxa Tina, Ezra Miller, escolha favorita do estúdio, foi relatado para estar em negociações para o papel de Kredan, uma pessoa magicamente potência Scamander quem atende.
Em julho de 2015, Sudol foi confirmada para o papel de Queenie. Esta é a sua estreia no cinema. Após o estúdio reuniu-se com Josh Gad e Michael Cera e o comediante Dan Fogler acabou sendo escalado como Jacob, uma pessoa não-mágica com quem Newt faz amizade, e Miller foi escalado como Kredan. Cera passou sobre o papel Animais Fantásticos para exprimir a animada The Lego Movie. Em agosto, Colin Farrell foi escolhido para o filme para interpretar um mago chamado Graves com quem Scamander se reúne em Nova Iorque. Na sequência de milhares de audições em um casting aberto, uma menina britânica de dez anos de idade chamada Faith Wood-Blagrove foi escolhida para o papel de Modesty. Mais tarde naquele mês, a atriz irlandesa Jenn Murray assinou contrato para estrelar o filme para um papel não especificado e Samantha Morton foi escalada como Mary Lou.

### Filmagens
A fotografia principal começou em 17 de agosto de 2015, no Warner Bros. Studios, Leavesden, no Reino Unido. A maioria das filmagens seria feita em Londres, nos estúdios, com algumas cenas externas gravadas em Liverpool. Em 4 de novembro de 2015, a revista Entertainment Weekly publicou uma edição com as primeiras fotos-poster do filme.

## Lançamento
O filme foi lançado em 18 de novembro de 2016 no Reino Unido e nos Estados Unidos, em 3D e o novo IMAX 4K Laser system.

### Marketing
Em 10 de dezembro de 2015, foi anunciado que um "trailer de anúncio" (announcement trailer) seria lançado cinco dias mais tarde, em 15 de dezembro de 2015. Junto com o trailer de dois minutos, um teaser pôster foi divulgado. O segundo trailer foi lançado em 10 de abril de 2016, exibido nos MTV Movie Awards. O terceiro trailer foi lançado em 23 de julho de 2016, exibido na San Diego Comic-Con. O quarto trailer (final trailer) foi lançado em 28 de setembro de 2016, exibido no programa The Ellen DeGeneres Show.

## Sequências
Em outubro de 2014, o estúdio anunciou o filme como "pelo menos" uma trilogia. A primeira parte estaria prevista para ser lançada em 18 de novembro de 2016, seguida da segunda parte em 16 de novembro de 2018, e a terceira em 20 de novembro de 2020. David Yates também foi confirmado para dirigir pelo menos a primeira parte da trilogia.
Em uma entrevista ao vivo, transmitida online para todo o mundo em 13 de outubro de 2016 (de Londres, Los Angeles, Nova Iorque, São Paulo, Roma, e Cidade do México), J. K. Rowling anunciou que Fantastic Beasts não seria mais apenas uma trilogia (como foi dito há meses), mas sim cinco filmes (e não mais que isto); no entanto, mais detalhes sobre a trama ainda não foram revelados.

## Premiações
| Prêmio                 | Categoria                     | Resultado | Referência |
| ---------------------- | ----------------------------- | --------- | ---------- |
| Prémios Teen Choice    | Melhor Filme                  | Indicado  | [ 35 ]     |
| Prémios Teen Choice    | Melhor Filme de Fantasia      | Indicado  | [ 36 ]     |
| Prémios Teen Choice    | Melhor Ator de Fantasia       | Indicado  | [ 36 ]     |
| Prémios Teen Choice    | Melhor Atriz de Fantasia      | Indicado  | [ 36 ]     |
| People's Choice Awards | Favorite Year End Blockbuster | Venceu    | [ 37 ]     |
| BAFTA                  | Melhor Filme Britânico        | Indicado  | [ 38 ]     |
| BAFTA                  | Melhor Design de Produção     | Venceu    | [ 38 ]     |
| BAFTA                  | Melhor Figurino               | Indicado  | [ 38 ]     |
| BAFTA                  | Melhor Som                    | Indicado  | [ 38 ]     |
| BAFTA                  | Melhores Efeitos Visuais      | Indicado  | [ 38 ]     |
| Oscar                  | Melhor Direção de Arte        | Indicado  | [ 39 ]     |
| Oscar                  | Melhor Figurino               | Venceu    | [ 39 ]     |
| Saturn Awards          | Melhor Filme de Fantasia      | Indicado  | [ 40 ]     |
| Saturn Awards          | Melhor Ator Coadjuvante       | Indicado  | [ 40 ]     |
| Saturn Awards          | Melhor Música                 | Indicado  | [ 40 ]     |
| Saturn Awards          | Melhor Direção de Arte        | Indicado  | [ 40 ]     |
| Saturn Awards          | Melhor Figurino               | Venceu    | [ 40 ]     |
| Saturn Awards          | Melhor Maquiagem              | Indicado  | [ 40 ]     |
| Saturn Awards          | Melhor Efeitos Especiais      | Indicado  | [ 40 ]     |
| Empire Awards          | Melhor Filme Britânico        | Indicado  | [ 41 ]     |
| Empire Awards          | Melhor Ator                   | Venceu    | [ 41 ]     |
| Empire Awards          | Melhor Figurino               | Venceu    | [ 41 ]     |
| Empire Awards          | Melhor Maquiagem              | Venceu    | [ 41 ]     |
| Empire Awards          | Melhor Direção de Arte        | Venceu    | [ 41 ]     |
| Empire Awards          | Melhor Efeitos Especiais      | Indicado  | [ 41 ]     |